# Марін Раду
Марін Раду (рум. Marin Radu, нар. 15 березня 1956, Мареш) — румунський футболіст, що грав на позиції нападника, зокрема, за клуби «Арджеш» та «Стяуа», а також національну збірну Румунії.
Володар Кубка європейських чемпіонів. Володар Суперкубка УЄФА. Триразовий чемпіон Румунії. Володар Кубка Румунії. 

## Клубна кар'єра
Народився 15 березня 1956 року. Вихованець футбольної школи клубу «Арджеш». Дорослу футбольну кар'єру розпочав 1974 року в основній команді того ж клубу, в якій провів дев'ять сезонів, взявши участь у 260 матчах чемпіонату. Більшість часу, проведеного у складі «Арджеша», був основним гравцем атакувальної ланки команди. У складі «Арджеша» був одним з головних бомбардирів команди, маючи середню результативність на рівні 0,57 голу за гру першості. В сезоні 1978/79 з 22 забитими голами став найкращим бомбардиром румунського чемпіонату і допоміг своїй команді його виграти. За два роки, у 1981, знову був найкращим голеодором першості Румунії (28 голів за сезон), проте його команда фінішувала лише третьою.
Згодом протягом 1983—1984 років захищав кольори команди клубу «Олт» (Скорнічешті).
1984 року прийняв пропозицію перейти до столичного «Стяуа», який на той час був беззаперечним лідером румунського футболу і однією з найсильніших команд Старого світу. У бухарестській команді провів два сезони, які завершувавалися для «Стяуа» здобуттям титулів чемпіона країни. Однак сам гравець не перебував на провідних ролях у команді, основну пару нападників якої складали Маріус Лекетуш і Віктор Піцурке, і яким в атакувальних діях активно допомагав лідер команди Георге Хаджі. Крім національних трофеїв за два роки зі «Стяуа» став володарем Кубка європейських чемпіонів 1986 року (виходив на заміну у фінальній грі), а згодом й Суперкубка УЄФА 1986 (на момент проведення гри, утім, команду вже залишив).
Протягом 1986—1988 років знову захищав кольори «Арджеша», а завершив професійну ігрову кар'єру в «Інтері» (Сібіу), за команду якого виступав протягом 1988—1990 років.

## Виступи за збірну
1976 року дебютував в офіційних матчах у складі національної збірної Румунії. Протягом кар'єри у національній команді, яка тривала 7 років, виходив на поле лише епізодами, провів у її формі 7 матчів.

## Титули і досягнення

### Командні
- Володар Кубка чемпіонів УЄФА (1):

«Стяуа»: 1985-1986
- Володар Суперкубка УЄФА (1):

«Стяуа»: 1986
- Чемпіон Румунії (3):

«Арджеш»: 1978-1979
«Стяуа»: 1984-1985, 1985-1986
- Володар Кубка Румунії (1):

«Стяуа»: 1984-1985

### Особисті
- Найкращий бомбардир чемпіонату Румунії (2): 1978-1979 (22 голів), 1980-1981 (28 голів)